# آلکانترا د کسوکر
آلکانترا د کسوکر (به اسپانیایی: Alcàntera de Xúquer) یک شهرستان در اسپانیا است که در Ribera Alta واقع شده‌است.

## خصوصیات
آلکانترا د کسوکر ۳٫۳ کیلومترمربع مساحت و ۱٬۳۹۷ نفر جمعیت دارد و ۳۳ متر بالاتر از سطح دریا واقع شده‌است.